# Barbara Pierre
Barbara Pierre (Port-au-Prince, 28 april 1986) is een Amerikaanse atlete van Haïtiaanse komaf, die is gespecialiseerd in de sprint. Zij nam eenmaal deel aan de Olympische Spelen en werd in 2016 wereldindoorkampioene op de 60 m. Sinds 24 maart 2011 komt zij uit voor de Verenigde Staten.

## Loopbaan

### Jeugd
Pierre emigreerde samen met haar moeder op vijfjarige leeftijd naar de Verenigde Staten, waar zij verder opgroeide in Orlando, Florida. Haar vader, bankier in Port-au-Prince, bleef achter. Hem zou zij vervolgens jaarlijks tweemaal opzoeken. Mede hierdoor bleef zij zich, naast Amerikaanse, ook Haïtiaanse voelen. Totdat het in Haïti te gevaarlijk werd, omdat er verhalen rondgingen dat Amerikaanse bezoekers door misdadigers werden gegijzeld en pas weer werden vrijgelaten, nadat er losgeld was betaald. Voor het laatst bezocht zij Haïti in 1999, toen zij bruidsmeisje was bij de trouwpartij van een tante. Ten slotte kwam haar vader in 2004 ook naar Orlando om zich met zijn gezin te herenigen.

### Eerste atletiekjaren
Als teenager begon Pierre in haar highschool-tijd aan sport te doen, niet omdat ze specifiek geïnteresseerd was in een bepaalde tak van sport, maar om maar van huis weg te zijn. Totdat haar talent voor hardlopen begon op te vallen en een van haar trainers haar moeder ervan wist te overtuigen, dat haar dochter aan atletiek moest gaan doen. "Maar het was niet iets wat ik zelf zo graag wilde", aldus Pierre.
Op de universiteit koos Pierre ook voor de atletiek, maar erg serieus ging ze er nog niet mee om. Toen men haar echter begon voor te houden dat ze echt goed was, besloot ze om de zaken serieuzer aan te pakken en uit te vinden tot waar haar dat zou brengen. "En dat is wat ik nog steeds aan het doen ben", aldus de atlete lachend in 2016.

### OS 2008
Uitkomend voor Haïti plaatste Pierre zich in 2008 voor de 100 m op de Olympische Spelen van Peking. In de kwalificatieronde behaalde ze een vierde plaats, wat normaal gesproken uitschakeling betekent. Aangezien haar tijd van 11,52 s bij de tien snelste verliezende tijden behoorde, mocht ze alsnog doorstromen naar de kwartfinale. Daarin werd ze uiteindelijk uitgeschakeld met een vijfde tijd van 11,56. Ondanks haar vroege uitschakeling vond Pierre het een geweldige ervaring. Voor het eerst nam zij deel aan een toernooi aan de andere kant van de wereld. De enorme toeschouwersaantallen, de andere sporters zoals de basketballers en turners die zij er ontmoette -sporters die zij tot dan alleen maar van de TV kende- het maakte allemaal een geweldige indruk op de Haïtiaanse/Amerikaanse atlete.

### Pan-Amerikaanse Spelen
In oktober 2011 kwam Pierre voor het eerst als Amerikaanse uit op een internationaal toernooi door deel te nemen aan de Pan-Amerikaanse Spelen in het Mexicaanse Guadalajara. Op de 100 m kwam zij 0,03 seconden te kort voor de titel, om vervolgens op de 4 x 100 m estafette in 43,10 s een tweede zilveren plak te veroveren achter het team van Brazilië, dat dit onderdeel in 42,85 won.
Pierre begon het jaar 2012 goed door in februari achter Tianna Madison (winnares in 7,02) de zilveren medaille te veroveren op de 60 m tijdens de Amerikaanse indoorkampioenschappen. Bij de wereldindoorkampioenschappen in Istanboel, een maand later, kwam zij in 7,24 door de series en in 7,19 door de halve finales heen, om ten slotte in de finale in 7,14 net naast het podium te eindigen, 0,05 seconde achter haar als derde finishende landgenote Madison. Bij de Amerikaanse trials, die als selectie dienden voor de Olympische Spelen in Londen, wist zij zich echter op de 100 m niet te kwalificeren.

### Eerste nationale titel en PR op de 100 m
In 2013 veroverde Pierre haar eerste nationale titel door op de Amerikaanse indoorkampioenschappen de 60 m te winnen in 7,08. Bij de nationale outdoorkampioenschappen in juni liep zij op de 100 m in 10,85 haar snelste tijd ooit, maar deed dat in de halve finale. In de finale wist zij deze prestatie niet te herhalen en werd zij in 10,94 slechts vijfde. Het leidde er wel toe, dat zij als reserve werd geselecteerd voor de Amerikaanse 4 x 100 m estafetteploeg op de wereldkampioenschappen in Moskou, maar daar kwam zij niet in actie. Ten slotte werd zij aan het eind van het baanseizoen wel in het Amerikaanse team opgesteld dat  tijdens de IAAF Diamond League-wedstrijd in Zürich de 4 x 100 m estafette won in 41,67.
Een jaar later was het opnieuw Tianna Madison -inmiddels getrouwd en voortaan Tianna Bartoletta geheten- die Pierre van een nationale titel afhield. Bij de nationale kampioenschappen op de baan bleef Bartoletta haar in 11,15 0,12 seconden voor en veroverde haar eerste titel op de 100 m. Eerder dat jaar was zij ook al Amerikaans indoorkampioene geworden op de 60 m, haar tweede nationale titel op dit sprintonderdeel.

## Titels
- Wereldindoorkampioene 60 m - 2016
- Pan-Amerikaanse Spelen kampioene 4 x 100 m - 2015
- NACAC-kampioene 100 m - 2015
- NACAC-kampioene 4 x 100 m - 2015
- Amerikaans indoorkampioene 60 m - 2013, 2016

## Persoonlijke records
Outdoor
| Onderdeel | Prestatie          | Datum        | Plaats     |
| --------- | ------------------ | ------------ | ---------- |
| 100 m     | 10,85 s (+2,0 m/s) | 21 juni 2013 | Des Moines |
|           | 11,18 s (Hait. NR) | 21 mei 2009  | San Angelo |
| 200 m     | 23,23 s (-0,5 m/s) | 29 mei 2010  | Charlotte  |

Indoor
| Onderdeel | Prestatie         | Datum            | Plaats        |
| --------- | ----------------- | ---------------- | ------------- |
| 50 m      | 6,22 s            | 14 februari 2012 | Liévin        |
| 60 m      | 7,00 s            | 12 maart 2016    | Portland      |
|           | 7,18 s (Hait. NR) | 29 januari 2010  | State College |
| 200 m     | 23,62 s           | 12 maart 2010    | Albuquerque   |

## Palmares

### 60 m
- 2012: 4e WK indoor - 7,14 s
- 2012:  Amerikaanse indoorkamp. - 7,06 s
- 2013:  Amerikaanse indoorkamp. - 7,08 s
- 2014:  Amerikaanse indoorkamp. - 7,10 s
- 2016:  Amerikaanse indoorkamp. - 7,00 s
- 2016:  WK indoor - 7,02 s

### 100 m
- 2008:  Centraal-Amerikaanse en Caribische kamp. - 11,40 s (+1,2 m/s)
- 2008: 5e in ¼ fin. OS - 11,56 s (in serie 11,52 s)
- 2011:  Pan-Amerikaanse Spelen - 11,25 s (-0,2 m/s)
- 2013: 5e Amerikaanse kamp. - 10,94 s
- 2014:  Amerikaanse kamp. - 11,27 s (-2,1 m/s)
- 2014:  FBK Games - 11,20 s
- 2015:  Pan-Amerikaanse Spelen - 11,01 s (+0,9 m/s)

Diamond League-podiumplekken
- 2013:  London Grand Prix – 10,85 s (+1,1 m/s)
- 2013:  DN Galan – 11,29 s (-0,5 m/s)
- 2016:  Golden Gala - 11,13 s (+0,8 m/s)

### 4 x 100 m
- 2011:  Pan-Amerikaanse Spelen - 43,10 s
- 2015:  Pan-Amerikaanse Spelen - 42,58 s

Diamond League-podiumplekken
- 2013:  Weltklasse Zürich - 41,67 s